# Сурдофобія
Сурдофо́бія — це ненависть, нетерпимість або страх перед глухими, їхньою спільнотою і культурою. А також негативне ставлення до жестової мови, прав глухих, та глухоти як явища. Явище містить широкий діапазон ставлень: антипатія, презирство, забобони, відраза та ірраціональний страх. Проявляється у ворожій поведінці та дискримінації

## Походження
Термін «сурдофобія» був придуманий Гарді ван Джилс, нідерландським соціальним працівником (вона працює в цей час[коли?] у Hogeschool Utrecht як викладач Студій Глухоти).